# Ротуэлл, Джо
Джозеф Мэ́ттью Ро́туэлл (англ. Joseph Matthew Rothwell; 11 января 1995, Манчестер) — английский футболист, полузащитник шотландского клуба «Рейнджерс».

## Клубная карьера
Уроженец Манчестера, Джо начал тренироваться в футбольной академии «Манчестер Юнайтед» с шестилетнего возраста. Летом 2013 года подписал свой первый профессиональный контракт с клубом. 26 июля 2011 года сделал «дубль» в ворота «Каунти Тирон» в матче Молочного кубка. 2 марта 2016 года был включён в заявку «Манчестер Юнайтед» на матч Премьер-лиги против «Уотфорда», однако провёл всю игру на скамейке запасных.
27 января 2015 года отправился в аренду в «Блэкпул», занимавший на тот момент последнюю строчку в Чемпионшипе. 7 февраля дебютировал за «Блэкпул» в матче против «Норвич Сити». Всего провёл за клуб 3 матча.
В июле 2015 года отправился в полугодовую аренду в «Барнсли» из Лиги 1. Провёл за команду четыре матча в лиге.
В июле 2016 года Ротуэлл перешёл в «Оксфорд Юнайтед». 13 декабря забил первый в своей профессиональной карьере гол в переигровке второго раунда Кубка Англи против «Маклсфилд Таун», которую «Оксфорд Юнайтед» выиграл со счётом 3:0. 28 марта 2017 года забил свой первый гол в лиге в матче против «Бери». Провёл в клубе два сезона, сыграв 86 матчей и забив 8 голов.
22 июня 2018 года перешёл в «Блэкберн Роверс», подписав трёхлетний контракт. Выступал за клуб на протяжении четырёх сезонов, сыграв 161 матч и забив 11 голов. По окончании сезона 2021/22 покинул команду свободным агентом.
25 июня 2022 года перешёл в клуб Премьер-лиги «Борнмут» в качестве свободного агента, подписав четырёхлетний контракт. 19 октября 2022 года дебютировал в Премьер-лиге, выйдя на замену Маркосу Сенеси в матче против «Саутгемптона».
2 июля 2025 года перешёл в шотландский клуб «Рейнджерс», подписав трёхлетний контракт.

## Карьера в сборной
Выступал за сборные Англии до 16, до 17, до 19 и до 20 лет.

## Достижения
«Лидс Юнайтед»
- Победитель Чемпионшипа Английской футбольной лиги: 2024/25